# Rachelia
Rachelia is een geslacht uit de composietenfamilie (Asteraceae). Het geslacht telt een soort die voorkomt op het Zuidereiland van Nieuw-Zeeland.

## Soorten
- Rachelia glaria J.M.Ward & Breitw.